# 豊橋市立野依小学校
豊橋市立野依小学校（とよはししりつ のよりしょうがっこう）は、愛知県豊橋市野依町にある公立小学校。

## 概要
- 野依町、若松町、野依台1丁目が校区であり、公立中学校の進学先は豊橋市立南稜中学校である。
- 現在地には1992年（平成4年）に移転。それ以前は豊橋市野依町上ノ山に存在した。跡地には2015年（平成27年）に豊橋市立くすのき特別支援学校が開校している。

## 沿革
- 1873年（明治6年）9月30日 - 渥美郡野依村に第12番野依学校として開校。東雲寺[注釈 1]を仮校舎とする。
- 1876年（明治9年） - 植田学校を分離する。
- 1877年（明治10年） - 第10中学区第41番小学野依学校に改称する。嵩山寺[注釈 2]を仮校舎とする。
- 1878年（明治11年） - 野依村、仏餉村、切反ヶ谷村が合併し、野依村となる。
- 1887年（明治20年） - 尋常小学野依学校に改称する。
- 1889年（明治22年）10月1日 - 植田村、野依村が合併し、植野村が発足。
- 1891年（明治24年）11月10日 - 植野村が植田村と野依村に分立する。
- 1892年（明治25年） - 野依尋常小学校に改称する。
- 1906年（明治39年）8月31日 - 高師村、野依村、磯辺村、福岡村、植田村、大崎村が合併し、高師村が発足。
- 1907年（明治40年）1月 - 野依尋常小学校に改称する。
- 1932年（昭和7年）9月1日 - 高師村が豊橋市に編入される。
- 1941年（昭和16年）4月1日 - 野依国民学校に改称する。
- 1947年（昭和22年）4月1日 - 豊橋市立野依小学校に改称する。
- 1992年（平成4年） - 現在地に新校舎が完成し、移転する。

## 交通アクセス
- 豊鉄バス三本木線【22系統】「くすのき特別支援学校」バス停より徒歩約6分。
- 豊橋鉄道渥美線植田駅下車、徒歩約40分。

## 周辺施設
- 豊橋技術科学大学
- 豊橋市立くすのき特別支援学校
- 野依保育園
- 豊橋南ショッピングセンター